# Ерік Бертіль Гольмберг
Ерік Бертіль Гольмберг (швед. Erik Bertil Holmberg; 13 листопада 1908 — 2 березня 2000) — шведський астроном, член Шведської королівської академії наук.

## Біографія
У 1908 році Холмберг народився в сім'ї Малькольма та Анни Гольмберг у Скіллінгаріді, Швеція. У 1947 році він одружився з Мартою Асдал. У них була одна дочка на ім'я Оса, яка народилася в 1953 році.
Освіту здобув у Лундському університеті. У 1938—1959 працював в обсерваторії Лундського університету, з 1959 — професор астрономії і директор обсерваторії Уппсальського університету.
Помер 1 лютого 2000 року в Гетеборзі у віці 91 року.

## Наукові результати
Наукові роботи стосуються позагалактичної астрономії. Виконав (1937) широке статистичне дослідження подвійних і кратних галактик, засноване на вивченні 6000 гейдельберзьких знімків; обчислив імовірність виявлення поодиноких, подвійних і кратних галактик та показав, що отримані результати свідчать про переважання процесів розпаду позагалактичних надсистем над процесами гравітаційного захоплення. Розробив метод визначення мас галактик — членів подвійних систем, розглядаючи пекулярні швидкості таких галактик як орбітальні швидкості щодо центру тяжіння. Отримав залежність між масою, світністю й показником кольору для галактик і за допомогою цієї залежності знайшов маси 28 близьких систем. Визначив імовірний склад Місцевого скупчення галактик (список міститив 19 об'єктів). Провів фотометричне дослідження членів Місцевого скупчення і груп галактик поблизу M81 і M101 і вивів нову функцію світності галактик; дійшов до висновку про асиметрію функції світності, показав (1950), що її статистичні характеристики різні для різних структурних типів галактик — спіральних, еліптичних, неправильних. Деталізував класифікацію Е. П. Габбла для спіральних і неправильних галактик. Вивчав поглинання світла темною матерією в галактичних рукавах.
Його іменем названо астероїд 3573 Гольмберґ.